# Doberdob
Doberdob (italijansko Doberdò del Lago) je naselje in občinsko središče na zahodnem robu Krasa v Italiji. Leži približno 5 kilometrov severno od Tržiča ter je največje slovensko naselje na Doberdobski planoti. V bližnji kraški globeli leži Doberdobsko jezero. Na griču Gradišče (158 m) so ostanki naselbin iz rimske dobe. Doberdob je bil med 1. svetovno vojno prizorišče krvavih bojev. Naselje je bilo skoraj v celoti porušeno, saj je prek Doberdobske planote potekala Avstro-Ogrska obrambna linija Soške fronte. Dogodkom tistega časa je pisatelj Prežihov Voranc postavil spomenik v avtobiografskem romanu Doberdob. Naselje je dalo znano besedno zvezo »Doberdob slovenskih fantov grob.«

## Geografija
Doberdobska občina se razteza na površini 31,39 km2 (leta 1910 10,49 km²), to pa je skoraj polovica celotne Doberdobske planote. Nadmorska višina gre od 1 do 236 m. Na severu meji na Zagraj in Sovodnje ob Soči, na vzhodu sega do državne meje s Slovenijo, ki v razdalji enega kilometra poteka vzdolž prometno pomembnega suhega Dola, po katerem sta povezana Tržaški in Doberdobski Kras, na jugu na Občino Devin - Nabrežina in Tržič in na zahodu na Ronke in Foljan - Sredipolje. Spada v Goriško pokrajino, v deželo Furlanijo - Julijsko krajino in v tržiško sodno okrožje. Sicer pa je za vrsto storitev povezana z občinami na levem bregu Soče.
Z imenom Doberdobska planota označujemo najzahodnejši del matičnega Krasa. Na severu in severozahodu se nanjo naslanja struga reke Soče, struga Vipave pa na severovzhodu, preden se zlije vanjo. Na jugu ločuje regijo od morja prav ozek nižinski pas med Tržičem in izvirom Timave pri Štivanu. Na zahodu se planota zelo razločno spusti v Laško. Doberdob je edino občinsko središče na tem ozemlju.
Cesta skozi Dol omogoča povezavo z Gorico in Tržaško pokrajino. Območje je dobro povezano tudi s somestjem Tržič-Ronke, delno pa je odprto na vzhod skozi opuščena mejna prehoda za obmejni promet na meji s Slovenijo: pri Devetakih nad Čukiščem in v Jamljah pri Komarjih do Opatjega sela in Brestovice. Dvolastniški prehod je pri Mikolih. Železniška postaja je v Tržiču (5 km), letališče je pri Ronkah (8 km), avtocestna postaja v Moščenicah pa spada v doberdobsko ozemlje. Doberdob je medobčinsko povezan zlasti s Tržičem, saj je kraj osrednje zaposlitveno in oskrbno središče spodnjega dela Goriške pokrajine.

## Izvor krajevnih in ledinskih imen
Krajevno ime je nastalo iz dobri dol, ki se je v rednem jezikovnem razvoju razvilo iz dobər-doṷ, kar pa je bilo napačno standardizirano kot Doberdob pod vplivom etnonima, ki se je iz prvotnega Dobrodolci prek Dobṛdoṷci v narečju razvil v Doberdoṷpci. V starih zapisih se kraj omenja leta 1469 de Doberdop, 1523 Doberdob, v 17. stoletje pri Valvasorju pa Dobradò.
Prva pisna pričevanja o Doberdobu z imenom "Dobradan" izhajajo iz leta 1179, prvi pisani vir za Jamlje, v stari obliki Jamloch, je iz leta 1279. V arhivskih virih se Vižintini prvič omenjajo leta 1494, Mikoli leta 1578, Brni okrog 1580, Ferletiči leta 1578, Boneti leta 1637, Devetaki leta 1718, Palkišče leta 1776 in Hišarji leta 1814. Ljudje pa so tod bivali že mnogo pred prvo pisno beležko. 
Doberdob je postal samostojna občina leta 1850 in je edina popolnoma kraška občina na Goriškem, toda Dol je bil tedaj vključen pod Opatje selo. Leta 1947 so se pridružile Jamlje in leta 1951 Dol, ki je bil neposredno po vojni dodeljen Zagraju. Poleg Doberdoba, občinskega središča, je na ozemlju doberdobske občine enajst večjih in manjših vasi z ne več kot 650 prebivalci: Jamlje, Poljane, Mikoli, Brni, Ferletiči, Boneti, Devetaki, Palkišče, Hišarji, Sabliči in Vižintini.

## Zgodovina
Sledovi človeške naseljenosti, na primer v Dolu, izvirajo iz kamene dobe, iz mezolitika. Vidni ostanki najstarejših poselitev so gradišča: na Gorjupi kopi s kilometrskim obzidjem, na koti 158 Gradišče, na koti 144 Vrtače med Jamljami in jezerom ter na koti 149 Flondar. Raziskovali so jih ob koncu prejšnjega in na začetku tega stoletja. Našli so ostanke lončenih posod, amfor, krožnikov in denar (895 rimskih kovancev). Pregledali so tudi strukturo obzidij, ki je deloma iz bronaste in železne dobe, deloma pa iz rimskega obdobja, ko so ga razširili in utrdili. Celotna površina meri 25.000 m2. Na Vrtačah so našli ostanke posode in keramiko; gradišče je iz bronaste dobe. Nekatera gradišča so opustela že v železni dobi, saj je kraški svet nudil le omejene življenjske pogoje. Najprej so nudila zatočišče pastirskim plemenom, ker so bila zgrajena na nekoliko dvignjenem svetu, v bližini večjih vodnih virov, potrebnih za živino, in na območjih z bogato pašo.
V 3. in 2. stol. pr.n.št. so to območje zavzeli Rimljani. V rimskem obdobju je nekdanje gradišče Gradina postalo utrjena vojaška postojanka. Gradišče pri Doberdobu je bilo tedaj vključeno v sistem utrdb na obrambni črti Ljubljana-Oglej. Na njem je bila nameščena vojaška posadka, ki se je ob Atilovem prodoru umaknila na zahod. 
V teh krajih so kasneje vladali Oglejski patriarhi in nato Langobardi, ki so v Čedadu imeli najpomembnejšo lokalno središče. V 7. stoletju so tudi Kras naselili predniki Slovencev. Sklepa se, da so se najprej zatekli na utrjene vzpetine bivših gradišč in so se šele nekaj stoletij kasneje spustili niže na lokacije današnjih vasi. Prvi podatek o slovenski organizirani župi je iz leta 1524. Kasneje sta vasi Dol in Jamlje pripadali devinskim gospodom, Doberdob pa le delno. Medtem ko je pravno pripadal goriškim grofom, je bil cerkveno priključen do leta 1751 k glejskemu patriarhatu in nato goriški nadškofiji. Po ustanovitvi Ilirskih provinc je to ozemlje z Mirnom pripadlo goriškemu in deloma devinskemu kantonu. V letih 1811-1825 je bilo skupaj z Mirnom del Istrske, kasneje Goriške in v letih 1923-1947 Tržaške pokrajine.
Med prvo svetovno vojno so bila vsa naselja skoraj popolnoma uničena razen Dola, ki je bil v neposrednem zaledju. Preko Doberdobske planote je tekla frontna črta in na njej so se odvijali krvavi boji na delu tako imenovane Soške fronte med Italijo in Avstrijo: najprej do 10. avgusta 1916 po zahodnem robu, nato po vzhodnem in maja 1917 je italijanska vojska zavzela Jamlje. Iz takratnega vojaškega fotografskega gradiva je videti Dol kot ogromno barakarsko naselje, kjer so bile nameščene bolnišnice, počivališča in pokopališča. Veliko ostankov iz tega obdobja je ohranjenih v okolici Bonetov in Ferletičev.
Po prvi svetovni vojni je Italija s fašistično oblastjo ukinila vse zunanje znake slovenstva in v javnosti prepovedala uporabo slovenskega jezika. Raznarodovalni politiki so se prebivalci uprli z raznimi družbenimi dejavnostmi, med drugo svetovno vojno tudi z oboroženim uporom. V drugi polovici 1941 se je na Goriškem pojavila organizacija Osvobodilna fronta. Konec leta 1942 se je s prihodom Soškega odreda razvilo partizanstvo. Te kraje je 1. maja 1945 osvobodila Gradnikova brigada Narodnoosvobodilne vojske Jugoslavije. Kamniti spomeniki v Doberdobu (1961) zraven osnovne šole, v Jamljah v spodnjem delu vasi in v Dolu, na odcepu z državne ceste v Poljane, ter spominske plošče v samem Doberdobu in na Poljanah zabeležujejo oboroženo odporništvo in padle domačine. Leta 1992 je Občinska uprava vnesla v nov Statut možnost uporabe tudi slovenskega jezika v odnosih z občani, v toponomastiki in na javnih napisih. Občina je pobratena s Prvačino v Vipavski dolini in z občino Bled na Gorenjskem.

### Socialna zgodovina
Leta 1910 je na tedanjem občinskem ozemlju stalo 143 hiš, sedaj jih je 550. Med ljudskim štetjem leta 1981 so našteli 1.417 prebivalcev v 461 bivališčih, deset let kasneje pa 1.422 prebivalcev v 501 družini, ki so živele v 500 bivališčih. Poprečno število prebivalcev na prostor je bilo 0,6. Leta 2001 je bilo v občini 1410 stalnih prebivalcev.
Doberdobska planota se kot kraška regija v svojem bistvu sicer prostorsko preoblikuje podobno kot ostala kraška območja tostran in onstran državne meje, toda dokaj specifično. Predvsem je v povojnem obdobju vse bolj čutiti ne le posledice razmejitve, ampak tudi notranje upravno-politične delitve kraškega sveta v Italiji. Značilnost Doberdobske planote in doberdobske občine kot njene reprezentativne enote je prisotnost kopice malih naselij ali zaselkov. Značilno je nadalje, da se v Doberdobu osredotoča vse večji delež prebivalstva in osrednjih dejavnosti. Pri demografskem gibanju v povojnih desetletjih razlikujemo tri obdobja. Obdobje naglega upada števila prebivalstva (1953–1963), obdobje stagnacije (1964–1976) in obdobje rahlega porasta po letu 1976 zaradi nastopa pozitivnega migracijskega salda. V spreminjanju strukture bivališč in videzu naselij lahko razlikujemo tri obdobja: v prvem (1951–1961) je bila najbolj razširjena gola obnovitev bivalnega fonda, v drugem (1961–1971) je prišla na vrsto posodobitev obstoječih bivališč, v zadnjem (1971–1981) pa gradnja novih hiš. Današnja vloga Doberdobske planote je okvirjena v prehod med starimi in novimi oblikami povezanosti z bližnjim prostorom. Stara prometno-tranzitna funkcija doslej še ni imela večjega vpliva, pomembnejša pa bo z razvojem obmestne podobe pokrajine, ki se bo utrjevala z nadaljnjim pospešenim spreminjanjem socialne strukture, videza in vloge naselij ter vrednotenja naravnega okolja.

## Vasi
- Boneti (Bonetti)
- Brni (Berne)
- Devetaki (Devetachi)
- Doberdob - sedež občine
- Doberdobsko jezero (Lago di Doberdò)
- Ferletiči (Ferletti)
- Hišarji (Issari)
- Jamlje (Jamiano)
- Mikoli (Micoli)
- Palkišče (Palichisce)
- Poljane (Marcottini)
- Sabliči (Sablici)
- Vižintini (Visintini)

## Znani krajani
- Milko Brezigar, gospodarski teoretik in politik
- Jurij Uršič, kolesar